# Бакун Олександр Миколайович
Олекса́ндр Микола́йович Баку́н — майор Збройних сил України.

## З життєпису
Випускник факультету військової підготовки Харківського політехнічного інституту.
Станом на лютий 2013 року — заступник командира батальйону з озброєння 1-ї гвардійської окремої танкової бригади.

## Нагороди
За особисту мужність і героїзм, виявлені у захисті державного суверенітету та територіальної цілісності України, вірність військовій присязі під час російсько-української війни нагороджений
- орденом Богдана Хмельницького III ступеня.